# Sterling Hayden
Sterling Hayden (Upper Montclair, 26 de març de 1916 − Sausalito, 23 de maig de 1986) fou un actor i escriptor estatunidenc. Es va especialitzar en westerns i cinema negre. És recordat pels seus papers en pel·lícules com ara La jungla d'asfalt (1950) de John Huston, Johnny Guitar (1954) de Nicholas Ray, Atracament perfecte (1956), Doctor Strangelove (1964) de Stanley Kubrick, i 'El Padrí (1972) de Francis Ford Coppola.

## Biografia
Nascut Sterling Relyea Walter a Upper Montclair, Nova Jersey, era fill de George i Frances Walter. Després de la mort del seu pare, va ser adoptat als nou anys per James Hayden, sent rebatejat amb el nom de Sterling Walter Hayden. En la seva etapa d'infància, va viure a New Hampshire, Massachusetts, Pennsylvania, Washington DC i Maine. En aquest últim lloc, va estar estudiant a la Wassookeag School, a Dexter, Maine.
Hayden va ser un aventurer i un home d'acció, sense res a envejar als personatges que va interpretar més tard en el cinema. Als 17 anys, va fugir en un vaixell per veure el món i es va convertir en pescador en els grans bancals de Terranova. Després, va servir com a mariner, i va fer la volta al món diverses vegades.
A la dècada de 1940, Hayden es convertiria en model i poc després signaria un contracte amb Paramount Studios. En el seu primer film, coneixeria Madeleine Carroll, de la qual s'enamoraria i amb qui es va casar. Però després d'un parell de films, abandonaria Hollywood per servir com a agent secret a les ordres de William J. Donovan a la OSS. Hayden s'allistà en el Cos de Marines sota el nom de John Hamilton (mai amb el seu autèntic nom). Els seus serveis en la Segona Guerra Mundial inclouen assessorament tècnic als Partisans (Iugoslàvia) i com a paracaigudista a Croàcia. Va rebre l'Estrella de Plata i un reconeixement per la Iugoslàvia del Mariscal Tito.
La seva admiració pels partisans comunistes va fer que passés una breu temporada com a membre del Partit Comunista dels Estats Units. D'acord amb la seva biografia, en la caça de bruixes va col·laborar amb el Comitè d'Activitats Antiamericanes, confessant noms dels seus vincles dins del partit. La seva dona en aquest temps, Betty Denoon, va defensar el seu marit argumentant que els noms que va citar la seva parella ja figuraven en mans del Comitè, que tenia una còpia de la llista de membres del Partit Comunista. En qualsevol cas, Hayden va repudiar la seva pròpia col·laboració amb el maccarthisme.
En aquest temps, Sterling Hayden començaria la seva època daurada cinematogràfica, i ja reconeguda la seva figura. Protagonitzaria films tan excepcionals com La jungla d'asfalt, de John Huston, Johnny Guitar, de Nicholas Ray o Atracament perfecte, de Stanley Kubrick. Aquesta dècada daurada de l950 va acabar amb el divorci de la seva dona Betty Denoon. El veredicte del judici va concedir a l'actor la custòdia dels quatre fills de la parella: Christian, Dana, Gretchen i Matthew.
A la dècada de 1960 es casaria amb Catherine Devine McConnell, amb la qual compartiria la seva vida fins a la mort i amb la qual tindria dos fills, Andrew i David. En aquesta època, Hayden es retiraria del cinema, viuria en el seu vaixell i escriuria la seva autobiografia titulada Wanderer, publicada el 1963.
A la dècada de 1970, apareixeria en el paper del capità McCluskey a El Padrí i posteriorment seguiria la seva carrera a la televisió a la cadena NBC, amb The Tomorrow Show, amb Tom Snyder. el 1969, Hayden va comprar una embarcació a Holanda i aniria vivint entre París, Connecticut i seu apartament a Sausalito, Califòrnia. El 1976 va publicar la seva novel·la Voyage: A Novel of 1896.
El 1986, Sterling Hayden va morir víctima d'un càncer de pròstata a Sausalito, Califòrnia, a l'edat de 70 anys.

## Filmografia
| Any  | Pel·lícula                              | Paper                          | Notes                                                                  |
| ---- | --------------------------------------- | ------------------------------ | ---------------------------------------------------------------------- |
| 1941 | Virginia                                | Norman Williams                | —                                                                      |
| 1942 | Bahama Passage                          | Adrian Ainsworth               | —                                                                      |
| 1947 | Blaze of Noon                           | Tad McDonald                   | —                                                                      |
| 1949 | El Paso                                 | Bert Donner                    | —                                                                      |
| 1949 | Manhandled                              | Bert Donner                    | —                                                                      |
| 1950 | La jungla d'asfalt (The Asphalt Jungle) | Dix Handley                    | —                                                                      |
| 1951 | Journey into Light                      | Reverend John Burrows          | títol alternatiu: Skid Road                                            |
| 1952 | The Star                                | Jim Johannson/Barry Lester     | —                                                                      |
| 1952 | Ploma de foc (Flaming Feather)          | Tex McCloud                    | —                                                                      |
| 1952 | Denver and Rio Grande                   | McCabe                         |                                                                        |
| 1952 | Hellgate                                | Gilman Hanley                  | —                                                                      |
| 1952 | The Golden Hawk                         | Kit Gerardo/The Hawk           | —                                                                      |
| 1952 | Flat Top                                | Comandant Dan Collier          | Títol al Regne Unit: Eagles of the Fleet                               |
| 1953 | Fighter Attack                          | Steve                          | —                                                                      |
| 1953 | So Big                                  | Pervis DeJong                  | —                                                                      |
| 1953 | Take Me to Town                         | Will Hall                      | —                                                                      |
| 1953 | Kansas Pacific                          | capità John Nelson             | —                                                                      |
| 1954 | Crime Wave                              | Detectiu Tinent Sims           | també anomenada The City is Dark                                       |
| 1954 | El príncep valent (Prince Valiant)      | Sir Gawain                     | —                                                                      |
| 1954 | Arrow in the Dust                       | Bart Lash                      | —                                                                      |
| 1954 | Johnny Guitar                           | Johnny "Guitar" Logan          |                                                                        |
| 1954 | Naked Alibi                             | Cap Joe Conroy                 | —                                                                      |
| 1954 | Suddenly                                | Xèrif Tod Shaw                 | —                                                                      |
| 1955 | Battle Taxi                             | capità Russ Edwards            |                                                                        |
| 1955 | Timberjack                              | Tim Chipman                    | —                                                                      |
| 1955 | Shotgun                                 | Clay Hardin                    | —                                                                      |
| 1955 | The Eternal Sea                         | Rear-Adm. John Madison Hoskins | —                                                                      |
| 1955 | Top Gun                                 | Rick Martin                    | —                                                                      |
| 1955 | The Last Command                        | Jim Bowie                      |                                                                        |
| 1956 | The Come On                             | Dave Arnold                    | —                                                                      |
| 1956 | Atracament perfecte                     | Johnny Clay                    | —                                                                      |
| 1957 | Crim passional (Crime of Passion)       | Tinent Bill Doyle              | —                                                                      |
| 1957 | 5 Steps to Danger                       | John Emmett                    | —                                                                      |
| 1957 | Gun Battle at Monterey                  | Jay Turner/John York           | —                                                                      |
| 1957 | Valerie                                 | John Garth                     | —                                                                      |
| 1957 | Zero Hour!                              | capità Martin Treleaven        | —                                                                      |
| 1957 | The Iron Sheriff                        | Xèrif Samuel 'Sam' Galt        | —                                                                      |
| 1958 | Ten Days to Tulara                      | Scotty                         | —                                                                      |
| 1958 | Terror in a Texas Town                  | George Hansen                  | —                                                                      |
| 1964 | Dr. Strangelove                         | Brigadier General Jack Ripper  | —                                                                      |
| 1969 | Hard Contract                           | Michael Carlson                | —                                                                      |
| 1969 | Ternos Cacadores                        | Allan                          | —                                                                      |
| 1970 | Loving                                  | Lepridon                       | —                                                                      |
| 1971 | Le Saut de l'ange                       | Mason/Custer                   | —                                                                      |
| 1972 | El Padrí                                | capità McCluskey               | —                                                                      |
| 1972 | Le Grand départ                         | M. Nature/The Leader           | —                                                                      |
| 1973 | El llarg adéu                           | Roger Wade/Billy Joe Smith     | —                                                                      |
| 1973 | The Final Programme                     | Maj. Wrongway Lindbergh        | —                                                                      |
| 1974 | Deadly Strangers                        | Malcolm Robarts                | —                                                                      |
| 1975 | Is It Any Wonder?                       |                                | —                                                                      |
| 1975 | Cipolla Colt                            | "Henry 'Jack' Pullitzer"       | Títols alternatius: Cry, Onion!, Spaghetti Western, The Smell of Onion |
| 1976 | 1900                                    | Leo Dalcò                      | —                                                                      |
| 1978 | Estirp indomable (King of the Gypsies)  | King Zharko Stepanowicz        | —                                                                      |
| 1979 | L'hivern assassí (Winter Kills)         | Z.K. Dawson                    | —                                                                      |
| 1980 | The Outsider                            | Seamus Flaherty                | —                                                                      |
| 1980 | Nine to Five                            | Russell Tinsworthy             | Títol alternatiu: 9 to 5                                               |
| 1981 | Gas                                     | Duke Stuyvesant                | —                                                                      |
| 1981 | Venom                                   | Howard Anderson                | —                                                                      |